# Connochaetes taurinus albojubatus
El ñu azul de barba blanca oriental (Connochaetes taurinus albojubatus) es una subespecie de ñu de la familia Bovidae.

## Descripción
Tiene un pecho muy robusto. La cola es negra muy similar a la del caballo. Tanto el macho como la hembra poseen cuernos, aunque los de la hembra son mucho menos robustos. Los cuernos crecen hacia fuera, hacia arriba y finalmente apunta hacia adentro. La barba es blanca. Tienen unas bandas verticales oscuras en el cuello. La cara es negra.

## Hábitat
Habita en sabanas arbóreas abiertas con arbustos espinosos, en áreas relativamente secas. A veces penetran en zonas de bosques abiertas.

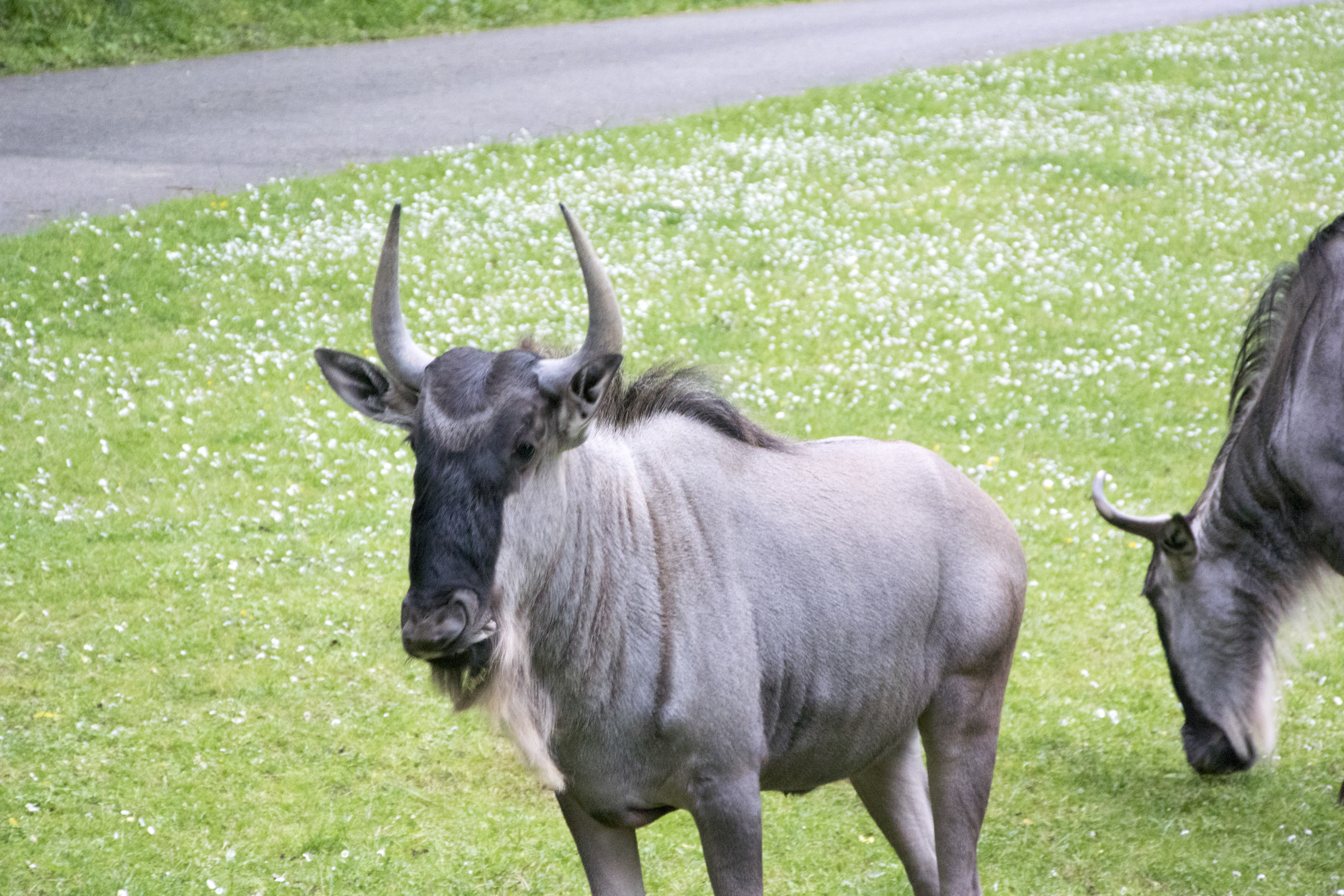
Un ñu de barba blanca oriental en un zoo de Europa del Este.

## Distribución
Kenia y Tanzania.

## Alimentación
Su base alimentaria son las hierbas. Prefieren las gramíneas que dejan a su paso las cebras. Estas prefieren las hierbas más altas, consumiéndolas hasta un cierto nivel, por debajo del cual son comidas por los ñus. Pueden pasar cinco días sin beber agua. Durante la estación seca pueden desplazarse unos 50 kilómetros diarios para beber.